# Гришино (Островский район)
Гришино — деревня в Шиковской волости Островского района Псковской области.
Расположена в 47 км к востоку от города Острова и в 6 км к востоку от волостного центра, деревни Шики.
Численность населения деревни по состоянию на 2000 год составляла 19 человек.